# Lhohi (Noonu-atol)
Lhohi is een van de bewoonde eilanden van het Noonu-atol behorende tot de Maldiven.

## Demografie
Lhohi telt (stand maart 2007) 361 vrouwen en 395 mannen.